# 世界柔术锦标赛
世界柔术锦标赛（World Jiu-Jitsu Championship，俗称Mundials）是由国际巴西柔术联合会一年一度举办的巴西柔术有道服比赛，1996年首次在里约热内卢举行。2007年，锦标赛举办地移至美国，此后每年都在加利福尼亚举行。

## 历史
第一届世界锦标赛于1996年2月4日在巴西里约热内卢的Tijuca Tênis Clube体育馆举行。2007年，第一次在巴西以外举行世界柔术锦标赛，地点位于美国加利福尼亚州长滩的加利福尼亚州立大学。从那以后，锦标赛一直在加利福尼亚举行。